# Глюконеогенеза
Глюконеогенезата е метаболитен път, при който се образува глюкоза от невъглехидратни въглеродни субстрати, като лактат, глицерол и гликогенни аминокиселини.
Това е един от двата основни механизма, които много организми използват, за да поддържат нивата на глюкоза в кръвта в относително тесни граници и да предотвратяват хипогликемия. Друго средство за поддържане на нивата на кръвната захар е разграждането на гликоген – гликогенолиза.
Глюконеогенезата е повсеместен процес, застъпен в растения, животни, гъби, бактерии и други микроорганизми. При животни и хора, глюконеогенезата се извършва главно в черния дроб и в по-малка степен в кортекса на бъбрека. Този процес се осъществява през периоди на гладуване, нисковъглехидратни диети или след интензивна тренировка и е силно ендергоничен. Пътят, водещ от пируват до глюкозо-6-фосфат изисква 4 молекули АТФ и 2 молекули на ГТФ. Глюконеогенезата често е свързана с кетоза, поради това че по време на глад се наблюдава масивно разграждане на липиди, водещо до синтезът на кетотела. Единствените липидни съставки обаче, от които може да се синтезира глюкоза е глицеролът, в съставът на триацилглицеролите (ТАГ) и пропионил-КоА при разграждането на мастни киселини с нечетен брой въглеродни атоми. Основен източник за синтез на глюкоза по време на глад са гликогенните и смесени аминокиселини, получени в резултат на разграждане на белтъците в тъканите и клетките на човешкия организъм. Глюконеогенезата също е мишена при терапията на диабет тип II, поради патологичната активност на пътя при диабет, въпреки високите нива на глюкоза в кръвната плазма, влошаващо допълнително наличната хипергликемия. Клетките се „къпят“ в глюкоза, която не могат да използват, поради липсата на хормона инсулин (диабет тип I) или невъзможност на инсулина да окаже своето действие, намалена експресия на инсулиновия рецептор (диабет тип II). Например метформин, който инхибира образуването на глюкоза (понижава чернодробната глюконеогенеза) и стимулира поемането на глюкозата от клетките (чувствителността към инсулин в периферните тъкани), чрез активиране на АМФ киназата (AMPK).

## Субстрати на глюконеогенезата
Лактатът се транспортира обратно до черния дроб от мускулите (цикъл на Кюри), където се превръща в пируват с помощта на ензима лактат дехидрогеназа. Пируватът е първият субстрат на метаболитната пътека, който може да се използва за генериране на глюкоза.
Всички междинни метаболити от цикъла на Кребс, аминокиселини (различни от лизин или левцин) и глицерол може да функционират като субстрати за глюконеогенезата, чрез метаболизмът им до оксалацетат. Трансаминирането или дезаминирането на аминокиселините улеснява въвеждането на въглеродните им скелети в цикъла директно (както пируват или оксалацетат) или косвено чрез цикъла на лимонената киселина (α-кетоглутарат (α-КГ), сукцинил-КоА, фумарат).
Възможно ли е мастни киселини да бъдат конвертирани в глюкоза при животните е въпрос в областта на биохимията. Глицеролът, който е част от триацилгицеридите, може да бъде използван в глюконеогенезата, чрез фосфорилирането му до глицерол-3-фосфат от ензимът глицерол киназа, която липсва (не се експресира) в бяла мастна тъкан, и впоследствие дехидрогениран до дихидрокси-ацетон фосфат (ДХАФ) от глицерол-3-фосфат дехидрогенеза. Основният продукт при разграждането на мастни киселини, в пътят на β-окислението, ацетил-КоА не може да бъде използван за синтез глюкоза, поради необратимостта на Пируват дехидрогеназната реакция (ПДХК), от ацетил-КоА не може да се синтезира пируват.
Известно е, че дълговерижни мастни киселини с нечетен брой въглеродни атоми се окисляват до ацетил-КоА (2 С-атома) и една молекула пропионил-КоА (с 3 С-атома), прекурсор за синтезът на сукцинил-КоА (пропионил-КоА карбоксилаза, метилмалонил-КоА рацемаза, метилмалонил-КоА мутаза), който може да бъде превърнат в чрез реакциите ЦТК до оксалацетат, ФЕП и се използва в глюконеогенезата. При растения и по-специално семената, глиоксалатният цикъл може да се използва за конвертиране на мастни киселини (ацетат) в първичен източник на въглерод на организма. Глиоксалатният цикъл произвежда четири въглеродната малатна киселина (дикарбоксилна), която може да участва в глюконеогенезата.
Съществуването на глиоксалатния цикъл при хора не е установено и е широко разпространено схващането, че мастните киселини не могат да бъдат преобразувани в глюкоза в хората директно. Въглерод-14 обаче е установен в глюкоза, когато е доставен от мастни киселини.

## Реакции
Глюконеогенезата е път, който се състои от единадесет ензимно катализирани реакции. Може да започне в митохондриите или цитоплазмата, в зависимост от субстрата, който се използва. Много от реакциите са обратими и еднакви с тези при гликолизата, използвайки същите чернодробни ензими, катализиращи реакциите в обратна посока. Глюконеогеназа притежава 4 специфични ензими (пируват карбоксилаза, фосфоенолпируват карбоксикиназа (ФЕПКК), фруктозо-1,6-бисфосфатаза, глюкозо-6-фосфатаза), притежаващи способността да обърнат необратимите реакции на гликолазата (хексокиназна (глюкокиназна), фосфофруктокиназна, пируват киназна и пируват дехидрогеназна) и даващи възможност пътят да протече в обратна посока. Необратимите реакции на гликолизата са реакции, използващи или продуциращи АТФ, силно екзергонични реакции, като изключение прави глицерат киназната реакция, която поради малката разлика в свободната енергия на правата и обратна реакция, може да протече двупосочно, без използването на допълнителен ензим.
- Глюконеогенеза започва в митохондриите с образуване на оксалацетат (ОА) чрез карбоксилиране на пируват (лигазно карбоксилиране). За тази реакция се изисква една молекула на АТФ, биотин (витамин Н) и СО2 и се катализира от ензима – пируват карбоксилаза (ПК). Този ензим се стимулира от високи нива на ацетил-CoA (получен в β-окисление в черния дроб) и инхибира от високи нива на АДТ. Пируват карбоксилазата е терамер, всяка от четирите суединици съдържа биотин (витамин H) като простетична група, необходим за активирането на СО2 и последващото карбоксилиране на субстрата. Ензимът се експресира само в митохондриите, което изисква преносът на пируват в тях. Една от анаплеротичните (попълващи) реакции на цикъла на Кребс.[7]
- Клетъчната мембрана е непропусклива за оксалацета и в двете посоки. Изнася се от митохондриите чрез 3 възможни реакции
- Оксалацетат се редуцура до малат чрез използване на НАДН.Н+, необходима стъпка за експортирането му от митохондриите – малат дехидрогеназа (МДХ). Реакцията може да протече в митохондриите поради високата концетрация на НАДН.Н+ получен в β-окислението.
- Малатът се транспортира в цитоплазмата, където се окислява до оксалацетат от МДХ-ия НАД+, и където протичат останалите стъпки на глюконеогенезата.
- Оксалацетатът може да се пренесе в цитоплазмата използвайки реакциите на трансаминиране до амино киселината – аспартат, ензим Аспартат Амино Трансфераза (АсАТ) (наричан още Глутамат-Оксалацетат Трансаминаза (ГОТ)), който притежава специфичен преносител на вътрешната непропусклива митохондриална мембрана.
- Аспартът в цитоплазмата се трансаминира от цитоплазмен АсАТ, продуцирайки цитоплазмен оксалацетат.
- Трети начин за изнасяне на оксалацетата от митоходриите е чрез едновременното му декарбоксилиране и фосфорилиране от ГТФ до фосфоенолпируват (ФЕП), реакция катализирана от фосфоенолпируват карбоксикиназа (ФЕПКК). Една молекула на ГТФ се хидролизира до ГДФ при тази реакция. ФЕП се изнася от митохондриите в цитоплазмата чрез специфичен преносител.
- Оксалацетът изнесен в митохондриите, използвайки първите две реакции през малат или аспартат, се подлага на действието на цитоплазмена изоформа на ФЕПКК, катализиращ образуването на ФЕП в цитоплазмата. При човек ФЕПКК е равномерно разпределена между митохондии и цитоплазма. В някои видове ФЕПКК е цитозолен ензим, поради непропускливостта на мембраната за ОА е необходимо той да бъде пренесен в цитоплазмата чрез малат (МДХ) или аспартат (АсАТ, ГОТ).[7]
- От ФЕП в цитоплазмата се получава 2-фосфоглицерат под действието на ензимът енолаза, прибавящ молекула вода. Ензимът катализира обратима реакция в гликолизата.

| Реакции в цитоплазмата, използващи обратимите реакции на гликолизата | Ензим                                | Специфичен за глюконеогенезата |
| -------------------------------------------------------------------- | ------------------------------------ | ------------------------------ |
| ФЕП ↔ 2-фосфоглицерат                                                | енолаза                              | не                             |
| 2-фосфоглицерат ↔ 3-фосфоглицерат                                    | фосфоглицератмутаза                  | не                             |
| 3-фосфоглицерат + АТФ ↔ 1,3-бисфосфоглицерат + АДФ                   | фосфоглицерат киназа                 | не                             |
| 1,3-бисфосфоглицерат + НАДН.Н+ ↔ глицералдехид-3-фоасфат + НАД+      | глицералдехид-3-фосфат дехидрогеназа | не                             |
| глицералдехид-3-фоасфат ↔ ДХАФ                                       | триозо-фосфатизомераза               | не                             |
| глицералдехид-3-фоасфат + ДХАФ ↔ фруктозо-1,6-бисфосфат              | алдолаза А                           | не                             |

- Следващите стъпки в глюконеогенезата са същите като при гликолизата, но в обратна посока, до достигане на следващата необратима реакция в гликолизата. фруктозо-1,6-бисфосфатаза преобразува фруктозо-1,6-бисфосфат до фруктозо-6-фосфат, като се нуждае от една водна молекула и освобождава неорганиен фосфат, обръщайки фосфофруктокиназната реакция (ФФК1), ключовата реакция на гликолизата. Това е и стъпката на ограничаване на скоростта на глюконеогенезата, скорост-лимитиращата или скорост определящата реакция на глюконеогенезата), регулирана от активността на друг ензим – фосфофруктокиназа 2 (ФФК2).
- Глюкозо-6-фосфат се формира от фруктоза 6-фосфат от фосфохексоизомераза, катализиращ реакцията в двете посоки в зависимост от концетрацията на веществата участващи в нея. Глюкозо-6-фосфат може да се използва в други метаболитни пътища или да се дефосфорилира до глюкоза.
- Крайната реакция на глюконеогенезата, образуването на глюкоза, се осъществява в лумена на ендоплазмения ретикулум, където глюкозо-6-фосфата се хидролизира за да получи глюкоза от ензимът глюкозо-6-фосфатаза, четвъртият специфичен за глюконеогенезата ензим, даващ възможност на глюкозата да премине в кръчообръщението за поддържане на постоянни кръвно-захарни нива.
- Нефосфорилираната глюкоза може да премине през клетъчната мембрана на чернодробните клетки, през GLUT2 глюкозни транпортери, транспортиращи глюкоза по концентрационният градиент, и повиши нивата на глюкоза в кръвта.

| Реакции                                    | Ензими                    | Специфичен за глюконеогенезата | Експресита се в                        | Не се експресира в         |
| ------------------------------------------ | ------------------------- | ------------------------------ | -------------------------------------- | -------------------------- |
| фруктозо-1,6-бисфосфат → фруктозо-6-фосфат | фруктозо-1,6-бисфосфатаза | да                             | черен дроб, бъбреци и скелетни мускули | сърце и гладка мускулатура |
| фруктозо-6-фосфат ↔ глюкозо-6-фосфат       | фосфохексозоизомераза     | не                             | всички тъкани                          |                            |
| глюкозо-6-фосфат → глюкоза                 | глюкозо-6-фосфатаза       | да                             | черен дроб и бъбреци                   | мускули                    |

Броят на реакциите зависи от първоначалния субстрат, използван за синтезът на глюкоза.

## Енергетична равносметка
За синтезът на една молекула глюкоза (хексоза, 6 С-атома) от две молекули пируват (триоза, 3 С-атома) се изразходват 6 макроергични връзки:
| Макроергични връзки | Реакция                         |       | Специфичен за глюконеогенезата |
| ------------------- | ------------------------------- | ----- | ------------------------------ |
| 2 мол АТФ           | пируват карбоксилаза            | ПК    | да                             |
| 2 мол ГТФ           | фосфоенолпируват карбоксикиназа | ФЕПКК | да                             |
| 2 мол АТФ           | досфоглицерат киназа            | (Ф)ГК | не                             |

## Регулация
Гликолизата и глюконеогензата споделят един и същ път, но в противоположна посока и се регулират реципрочно.
Промените в наличието на субстрати са отговорни за повечето промени в метаболизма, пряко или косвено действащи чрез промени в хормоналната секреция. Три механизма са отговорни за регулирането активността на ензимите, участващи във въглехидратния метаболизъм: (1) промяна в скоростта на синтез на ензимите, (2) ковалентна модификация чрез обратимо фосфорилиране/дефосфорилиране, и (3) алостерични ефектори.

### Индукцияирепресиянаключовите ензимиизисква няколко часа
Промените в ензимната активност в черния дроб, които настъпват при различни метаболитни условия са дадени в таблицата по-долу. Включените ензими катализират физиологично необратими неравновесни реакции. Ефектите като цяло се усилват от това, че активността на ензимите, катализиращи реакциите в обратна посока, варира реципрочно.
| Ензим                                            | Употреба на въглехидрати | Гладуване и диабет | Индюсер                            | Репресор | Активатор  | Инхибитор                                                 |
| ------------------------------------------------ | ------------------------ | ------------------ | ---------------------------------- | -------- | ---------- | --------------------------------------------------------- |
| Гликогенолиза, гликолиза, и окисление на пируват |                          |                    |                                    |          |            |                                                           |
| Гликоген синтаза                                 | ↑                        | ↓                  |                                    |          |            | Глюкагон                                                  |
| Хексокиназа                                      |                          |                    |                                    |          |            | Глюкозо-6-фосфат                                          |
| Глюкокиназа                                      | ↑                        | ↓                  | Инсулин                            | Глюкагон |            |                                                           |
| Фосфофруктокиназа-1                              | ↑                        | ↓                  | Инсулин                            | Глюкагон |            | Цитрат, АТФ, глюкагон                                     |
| Пируват киназа                                   | ↑                        | ↓                  | Инсулин, фруктоза                  | Глюкагон |            | АТФ, аланин, глюкагон, норепинефрин                       |
| Пируват дехидрогеназа                            | ↑                        | ↓                  |                                    |          |            | Ацетил-КоА, НАДН.Н+, АТФ (мастни киселини, кетонови тела) |
| Глюконеогенеза                                   |                          |                    |                                    |          |            |                                                           |
| Пируват карбоксилаза                             | ↓                        | ↑                  | Глюкокоптикоиди Глюкагон Епинефрин | Инсулин  | Ацетил-КоА | АДФ                                                       |
| Фосфоенолпируват карбоксикиназа                  | ↓                        | ↑                  | Глюкокоптикоиди Глюкагон Епинефрин | Инсулин  | Глюкагон   |                                                           |
| Глюкозо-6-фосфатаза                              | ↓                        | ↑                  | Глюкокоптикоиди Глюкагон Епинефрин | Инсулин  |            |                                                           |

Ензимите, участващи в утилизацията на глюкозата (т.е. тези на гликолиза и липогенеза) са по-активни, при излишък от глюкоза и при тези условия ензимите на глюконеогенезата са с ниска активност. Инсулинът, секретиран в отговор на повишени нива на глюкоза в кръвта засилва синтеза на ключовите ензими в гликолизата (глюкокиназа, ФФК1, ФФК2, пируват киназа, глицерол-3-фосфат дехидрогеназа; ацетил-КоА карбоксилаза, МК синтаза; β-ХМГКоА редуктаза) и чрез дефосфорилиране активира фосфатази фосфофруктокиназа 2 (ФФК2) (киназна активност), пируват киназа в черен дроб и ПДХК. Той също така антагонизира ефекта на глюкагон и глюкокортикоидите, стимулиращи синтезът на цАМФ, които индуцират синтеза на ключовите за глюконеогенезата ензими, чрез стимулиране на ензими разграждащи цАМФ до 5َ-АМФ, наречени фосфодиестерази (ФДЕ), единствените ензими активирани от инсулин чрез фосфорилиране (и инсулиновият рецептор, притежаващ тирозин кимазна активност). Инсулинът проявява антагонистично действие по отношение на глюкогеназата и като инхибира екпресията на ключови ензими (ФЕПКК, фруктозо-1,6-бисфосфатаза, глюкозо-6-фосфатаза) и дефосфорилира фосфофруктокиназа 2 (ФФК2), като инхибира фосфатазната и′ активност.

### Ковалентна модификация чрез обратимофосфорилиране/дефосфорилиранеосъществява бърза регулация на ензимната активност
Глюкагонът и епинефринът, са хормони, които реагират на намалените нива на глюкоза в кръвобращението, инхибират гликолизата и стимулират глюконеогенезата в черния дроб чрез повишаване на концентрацията на цАМФ. Това от своя страна активира цАМФ-зависимата протеин киназа (Протеин киназа А (ПКА)), водеща до фосфорилиране и инактивиране на пируват киназата в черен дроб.
Те също повлияват концентрацията на фруктоза 2,6-бисфосфата, чрез повлияване активността на фосфофруктокиназа 2 (ФФК2) регулирайки по този начин активността на двата реципрочнни ензима фосфофруктокиназа 1 (ФФК1) и фруктозо-1,6-бисфосфатаза и следователно гликолизата и глюконеогенезата.
Глюкозо-6-фосфатазата е ензим, експресиращ се само в черен дроб и бъбреци, чиято функция е тясно свързана с поддържане на постоянни кръвно-захарни нива, чрез дефосфорилиране на глюкозо-6-фосфатът до свободна нефосфорилирана глюкоза, даващо и възможност да премине от клетките в кръвообращението. Общ ензим на глюконеогенезата и гликогенолизата.

### Алостерична регулация – бърз тип регулация
В глюконеогенезата пируват карбоксилаза, която катализира синтеза на оксалоацетат от пируват, изисква ацетил-КоА като алостеричен активатор. Добавянето на ацетил-КоА промяна третичната структура на протеина, понижаване Кm (Константа на Михаелис) за бикарбонати. Това означава, че ацетил-КоА който е образуван от пируват, автоматично осигурява синтезът на оксалоацетат и по-нататъшното му окисление в цикъла на лимонената киселина, чрез активиране на пируват карбоксилаза. Активирането на пируват карбоксилаза и реципрочното инхибиране на пируват дехидрогеназният комплекс от ацетил-КоА, получена от окисляването на мастните киселини обяснява действието на мастните киселини като щадящи окисляването на пируват (и следователно глюкоза) и стимулиране на глюконеогенеза при високи нива на мастни киселини и глюкафон в плазмата. Реципрочната връзка между тези два ензима променя метаболитната съдба на пирувата, тъй като тъканта преминава от въглехидратно окисление (гликолиза) към β-окисление и глюконеогенеза по време на прехода от хранения до състояние на глад.
Основна роля на мастно киселинното окисление при насърчаване на глюконеогенезата е снабдяване с АТФ и ГТФ (цикъл на Кребс, сукцинат тиокиназата в черен дроб и бъбреци използва за кофактор ФАД).
Фосфофруктокиназата (фосфофруктокиназа-1) заема ключова позиция в регулирането на гликолизата и също е обект на контрол тип обратната връзка. Инхибира се от цитрат и нормално вътреклетъчни концентрации на АТФ и се активира от 5 'AMP.
При нормалния вътреклетъчен [АТФ] ензимът е около 90% инхибиран; това инхибиране се обръща от 5'AMP.
5 'AMP действа като индикатор за енергийното състояние на клетката. Наличието на аденилат (аденилил) киназа в черния дроб и много други тъкани дава възможност за бързо уравновесяване на реакцията
2АДФ ↔ АТФ + 5′-АМФ
По този начин, когато АТФ се използва в процеси, изискващи енергия, водещо до образуване на АДФ, [АМФ] се увеличава. Сравнително малък спад на [АТФ] причинява няколкократно увеличение на [АМФ], така [АМФ] действа като метаболитен усилвател на малките промени в концетрациите на [АТФ], а оттам и чувствителен сигнал за енергийното състояние на клетка. Следователно активността на фосфофруктокиназа-1 се регулира в отговор на енергийното състояние на клетката за регулиране на количеството въглехидрати, подложени на гликолиза преди влизането им в цикъла на лимонената киселина. В същото време АМФ активира гликоген фосфорилаза, увеличавайки гликогенолизата. Последица от инхибирането на фосфофруктокиназа-1 от АТФ е натрупване на глюкозо-6-фосфат, което от своя страна инхибира по-нататъшното усвояване на глюкоза в извънхепаталните тъкани чрез инхибиране на хексокиназа или стимулира пентозофосфатния път (ПФП) и гликогеногенезата в черния дроб.
Фруктозо-2,6-бисфосфатът играе уникална роля в регулацията на гликолизата и глюконеогенезата:
Най-мощният положителен алостеричен активатор на фосфофруктокиназа-1 и инхибитор на фруктоза 1,6-бисфосфатаза в черния дроб е фруктоза 2,6-бисфосфат. Той освобождава инхибирането на фосфофруктокиназа-1 от АТФ и повишава афинитета към фруктоза-6-фосфат. Инхибира фруктозата 1,6-бисфосфатаза чрез увеличаване на Km за фруктозо 1,6-бисфосфат. Концентрацията му е под субстрат (алостеричен) и хормонален контрол (ковалентна модификация).
Фруктозо-2,6-бисфосфатът се образува чрез фосфорилиране на фруктоза-6-фосфат от фосфофруктокиназа-2.
Същият ензимен протеин е отговорен и за разграждането му, поради това че притежава едновременно фруктоза 2,6-бисфосфатазна активност. Този бифункционален ензим е под алостеричния контрол на фруктоза-6-фосфат, който стимулира киназната и инхибира фосфатазната активност на ензимът. Следователно при високи глюкозни концентрации, концентрацията на фруктоза 2,6-бисфосфат се увеличава, стимулира гликолизата чрез активиране фосфофруктокиназа-1 и инхибира фруктозата 1,6-бисфосфатаза. В състояние на глад глюкагонът стимулира синтезът на цАМФ, активиращ цАМФ-зависима протеин киназа – ПКА, която от своя страна инактивира фосфофруктокиназата-2 и активира фруктоза 2,6-бисфосфатаза чрез фосфорилиране. Следователно глюконеогенезата се стимулира в резултат на намаляване концентрацията на фруктоза 2,6-бисфосфатът, който се инактивира фосфофруктокиназа-1 и се активира (чрез отпадане на инхибрането) фруктоза 1,6-бисфосфатаза. Ксилулоза 5-фосфат, междинен продукт в пентозофосфатния път активира протеин фосфатазата, който дефосфорилира бифункционалният ензим, увеличавайки образуването на фруктоза 2,6-бисфосфат и съответно скоростта на гликолиза. Това води до повишен флукс през гликолиза и пентозофосфатния път и повишен синтез на мастни киселини.

## Виж също
- Гликолиза
- Цитратен цикъл (Цикъл на Кребс, ТКЦ)
- Пируват декарбоксилаза
- Гликогенолиза
- Пентозофосфатен път
- β-окисление
- Кетогенеза
- Гликогенни аминокиселини
- Смесени аминокиселини
- Обмяна на глицерол
- АМФ киназа